# Tipton (Iowa)
Tipton ist eine Kleinstadt (mit dem Status „City“) und Verwaltungssitz des Cedar County im US-amerikanischen Bundesstaat Iowa. Das U.S. Census Bureau hat bei der Volkszählung 2020 eine Einwohnerzahl von 3.149 ermittelt.

## Geografie
Tipton liegt im Osten Iowas, rund 45 km nordwestlich des die Grenze Iowas zu Illinois bildenden Mississippi. Der Schnittpunkt der drei Bundesstaaten Iowa, Illinois und Wisconsin liegt rund 110 km nordöstlich von Tipton, die Grenze zu Missouri verläuft rund 170 km südlich.
Die geografischen Koordinaten von Tipton sind 41°46′11″ nördlicher Breite und 91°07′41″ westlicher Länge. Das Stadtgebiet erstreckt sich über eine Fläche von 5,41 km² und liegt in der Center Township.
Nachbarorte von Tipton sind Stanwood (15,6 km nördlich), Clarence (19,4 km nordöstlich), Bennett (16,3 km ostsüdöstlich), Rochester (13 km südlich), Cedar Valley (12,8 km südwestlich), West Branch (26,8 km in der gleichen Richtung), Cedar Bluff (16,3 km westlich) und Mechanicsville (24 km nordwestlich).
Iowa City liegt 40,1 km westsüdwestlich. Die nächstgelegenen Großstädte sind Cedar Rapids (62,3 km nordwestlich), Rochester in Minnesota (332 km nordnordwestlich), die Twin Cities in Minnesota (471 km in der gleichen Richtung), Wisconsins Hauptstadt Madison (263 km nordöstlich), Chicago in Illinois (322 km östlich), die Quad Cities in Iowa und Illinois (62 km südöstlich), St. Louis in Missouri (436 km südlich), Kansas City in Missouri (530 km südwestlich), Iowas Hauptstadt Des Moines (224 km westlich) und Nebraskas größte Stadt Omaha (447 km in der gleichen Richtung).

## Verkehr
Der Iowa Highway 38 führt in Nord-Süd-Richtung durch Tipton und trifft im Stadtzentrum an dessen westlichem Endpunkt auf den Iowa Highway 130. Alle weiteren Straßen sind untergeordnete Landstraßen, teils unbefestigte Fahrwege sowie innerörtliche Verbindungsstraßen.
Mit dem Mathews Memorial Airport befindet sich am südwestlichen Stadtrand ein kleiner Flugplatz. Der nächste Verkehrsflughafen ist der Flughafen Cedar Rapids – Eastern Iowa (56 km westnordwestlich).

## Bevölkerung
Nach der Volkszählung im Jahr 2010 lebten in Tipton 3221 Menschen in 1394 Haushalten. Die Bevölkerungsdichte betrug 595,4 Einwohner pro Quadratkilometer. In den 1394 Haushalten lebten statistisch je 2,25 Personen.
Ethnisch betrachtet setzte sich die Bevölkerung zusammen aus 97,9 Prozent Weißen, 0,3 Prozent Afroamerikanern, 0,2 Prozent amerikanischen Ureinwohnern, 0,3 Prozent Asiaten, 0,1 Prozent Polynesiern sowie 0,2 Prozent aus anderen ethnischen Gruppen; 1,0 Prozent stammten von zwei oder mehr Ethnien ab. Unabhängig von der ethnischen Zugehörigkeit waren 1,4 Prozent der Bevölkerung spanischer oder lateinamerikanischer Abstammung.
24,2 Prozent der Bevölkerung waren unter 18 Jahre alt, 55,0 Prozent waren zwischen 18 und 64 und 20,8 Prozent waren 65 Jahre oder älter. 51,7 Prozent der Bevölkerung waren weiblich.
Das mittlere jährliche Einkommen eines Haushalts lag bei 47.974 USD. Das Pro-Kopf-Einkommen betrug 23.975 USD. 11,8 Prozent der Einwohner lebten unterhalb der Armutsgrenze.

## Bekannte Bewohner
- John Parsons Cook (1817–1872) – Whig-Abgeordneter im US-Repräsentantenhaus (1853–1855) – praktizierte mehrere Jahre als Anwalt in Tipton
- Robert G. Cousins (1859–1933) – republikanischer Abgeordneter im US-Repräsentantenhaus (1893–1909) – geboren und aufgewachsen sowie beigesetzt in Tipton
- Joseph Patrick O’Hara (1895–1975) – republikanischer Abgeordneter im US-Repräsentantenhaus (1941–1959) – geboren und aufgewachsen in Tipton
- Howard C. Shober (1859–1956) – achter Vizegouverneur von South Dakota (1907–1911) – geboren in Tipton
- William P. Wolf (1833–1896) – republikanischer Abgeordneter im US-Repräsentantenhaus (1870–1871) – lebte seit 1856 bis zu seinem Tod in Tipton